# Vicopisano
Vicopisano es una localidad italiana de la provincia de Pisa, región de Toscana, con 8.277 habitantes.

Ubicación de la ciudad de Vicopisano dentro de la provincia de Pisa.

## Evolución demográfica
| Gráfica de evolución demográfica de Vicopisano entre 1861 y 2001 |
|                                                                  |
| Fuente ISTAT - Elaboración gráfica por parte de Wikipedia        |